# Resolución 857 del Consejo de Seguridad de las Naciones Unidas
La resolución 857 del Consejo de Seguridad de las Naciones Unidas, aprobada por unanimidad el 20 de agosto de 1993, después de reafirmar las resoluciones 808 (1993) y 827 (1993) y examinar las candidaturas para los cargos de magistrados del Tribunal Penal Internacional para la ex Yugoslavia recibidas por el Secretario General Butros Butros-Ghali antes del 16 de agosto de 1993, el Consejo estableció una lista de candidatos en concordancia al artículo 13 del Estatuto del Tribunal Internacional.
La lista de nominados fue la siguiente:
- Georges Michel Abi-Saab (Egipto)
- Julio A. Barberis (Argentina)
- Raphael Barras (Suiza)
- Sikhe Camara (Guinea)
- Antonio Cassese (Italia)
- Hans Axel Valdemar Corell (Suecia)
- Jules Deschênes (Canadá)
- Alfonso De Los Heros (Perú)
- Jerzy Jasinski (Polonia)
- Heike Jung (Alemania)
- Adolphus Godwin Karibi-Whyte (Nigeria)
- Valentin G. Kisilev (Federación Rusa)
- Germain Le Foyer De Costil (Francia)
- Li Haopei (China)
- Gabrielle Kirk McDonald (Estados Unidos)
- Amadou N'Diaye (Malí)
- Daniel David Ntanda Nsereko (Uganda)
- Elizabeth Odio Benito (Costa Rica)
- Huseyin Pazarci (Turquía)
- Moragodage Christopher Walter Pinto (Sri Lanka)
- Rustam S. Sidhwa (Pakistán)
- Ninian Stephen (Australia)
- Lal Chan Vohrah (Malasia)